# Чандар (Башкортостан)
Чандар (баш. Сандар) — деревня в Нуримановском районе Башкортостана, входит в состав Красноключевского сельсовета.

## Население
| 2002 | 2009 | 2010 | 2017 |
| ---- | ---- | ---- | ---- |
| 289  | ↘250 | ↘220 | ↗247 |

## Географическое положение
Находится на левом берегу реки Уфы. Через Чандар протекает река Симка и её приток Саваказка.
Расстояние до:
- районного центра (Красная Горка): 15 км,
- центра сельсовета (Красный Ключ): 15 км,
- ближайшей ж/д станции (Иглино): 65 км.

## Достопримечательности
- Симкинская узкоколейная железная дорога — лесовозная железная дорога, ликвидирована в 2001—2006 гг., предназначалась для перевозки древесины из лесов Южного Урала к воде[5][6].